# 瑞穂バイパス
瑞穂バイパス（みずほバイパス）は、東京都西多摩郡瑞穂町のむさし野三丁目交差点北の瑞穂南立体（アンダーパス）から同町狭山平交差点までの区間を結ぶ、国道16号の円弧状のバイパスである。

## 概要

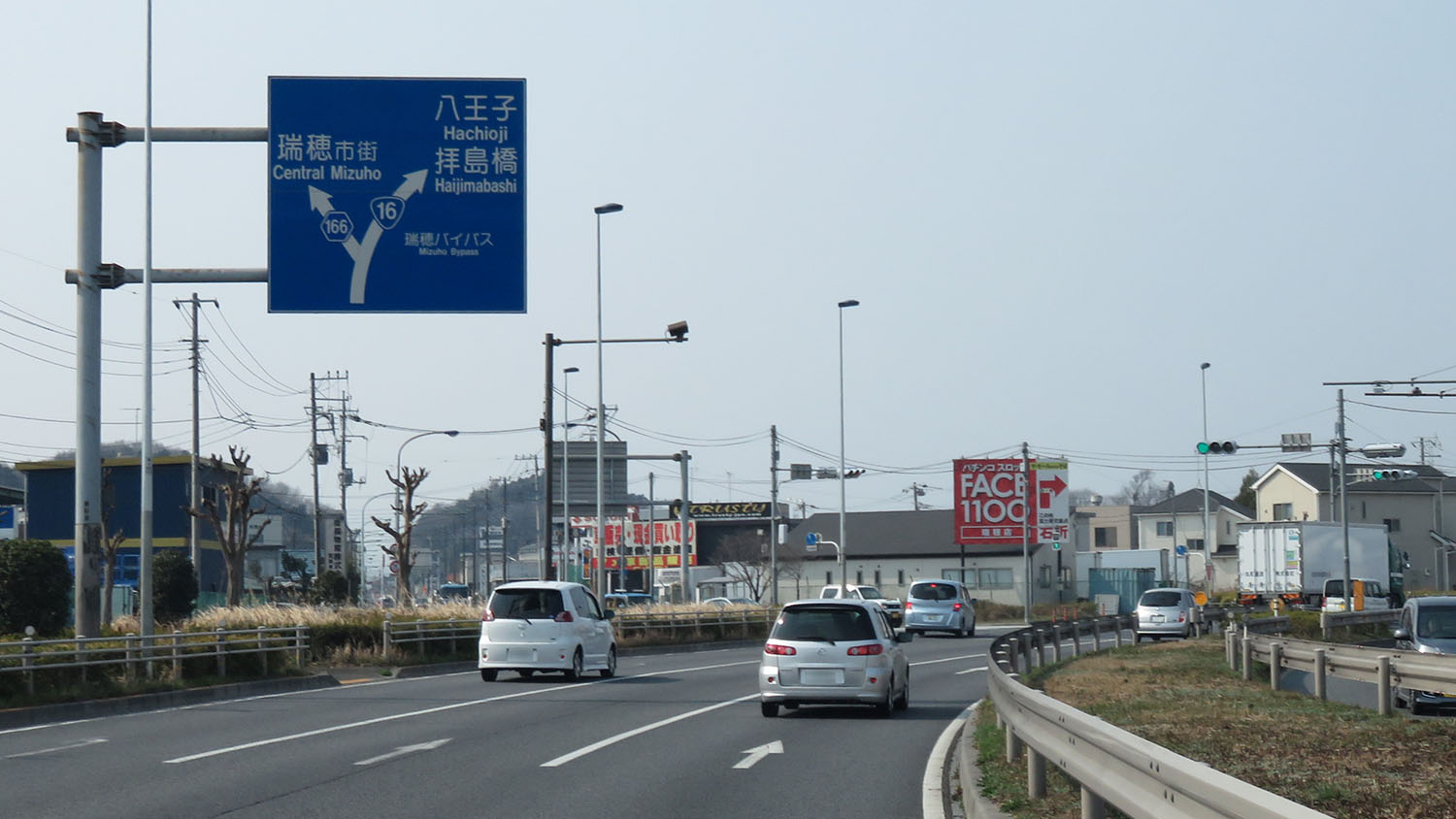
狭山平交差点付近

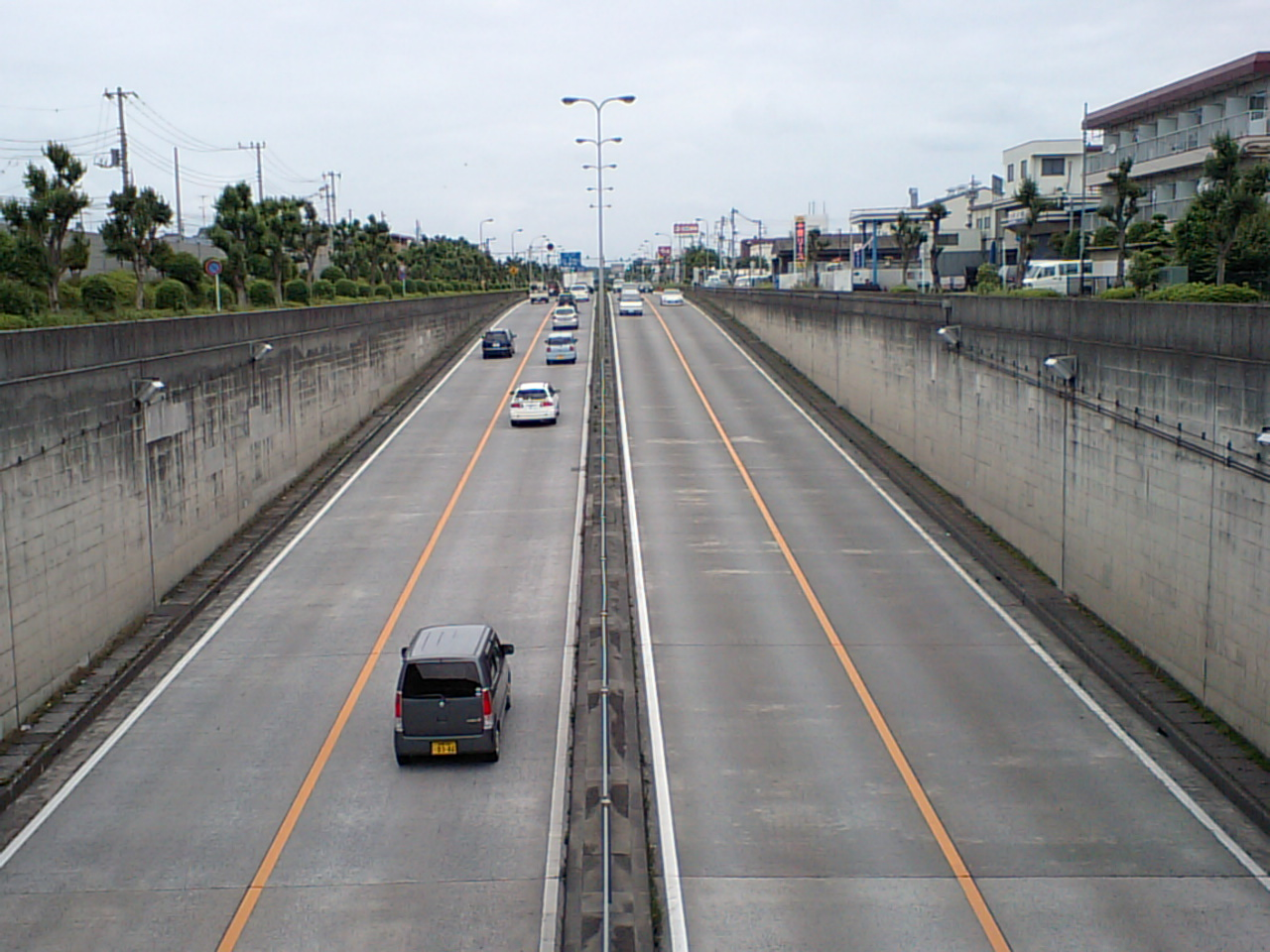
瑞穂南立体北部付近

かつての東京都内の国道16号は、大部分が歩道も十分にない2車線の道路であったが、1972年より始まった「八王子〜瑞穂拡幅事業」により順次多車線化（4 - 6車線）されていった。
西多摩郡瑞穂町内では市街地を通ることから郊外を迂回するバイパスを建設することになり、1989年3月に横田基地横のむさし野三丁目交差点（現名）から箱根ヶ崎西交差点（東京都道5号新宿青梅線・青梅街道との交点）までが開通した。さらに1994年11月には、狭山平交差点まで開通し全通した。同時に、二本木交差点までも4車線化された。JR八高線と2カ所で交差するため、箱根ケ崎駅南側は瑞穂南立体としてアンダーパスに、岩蔵街道北東側はオーバーパスになっている。
これにより、福生市の武蔵野橋北交差点から埼玉県入間市の河原町交差点まで4車線化された。
その後、青梅街道と交差する箱根ヶ崎西交差点付近で混雑するようになったため、立体交差化（瑞穂中央立体）事業が進められた。2006年7月1日より、アンダーパスの変則的供用が開始され、2007年3月16日午前5時をもって、外回り・内回り計4車線の完全供用が開始された。この後、側道の整備が行われ、2008年2月9日に事業が完成し、「瑞穂中央立体完成イベント」が行われた。
また、高根新田交差点付近にはショッピングモール「ザ・モールみずほ16」があり、特に休日はよく混雑する。
この道路の開通に伴い、それまで国道16号として使われてきた経路（石畑北交差点〜箱根ヶ崎交差点〜狭山平交差点）は東京都道166号瑞穂あきる野八王子線となった。だが、新青梅街道の西東京市方面から国道16号に入る場合、または国道16号から西東京市方面に向かう場合は、旧道を経由した方が短く、現在でも旧道を走るトラックが多い。
なお、瑞穂南立体から瑞穂中央立体までの西側は、住宅地への騒音防止のため、土手造成のうえ更に上部に遮音壁が設置されている。またこのバイパスの舗装は、大部分がコンクリート舗装である。
規制最高速度は法定最高速度のため、速度規制標識・標示はない。

## 交差する主な道路
- 東京都道166号瑞穂あきる野八王子線「むさし野3丁目」交差点北、分岐合流部
- 東京都道163号羽村瑞穂線「新羽村街道交差点」（新羽村街道）
- 東京都道5号新宿青梅線「箱根ヶ崎西交差点」（青梅街道）
- 東京都道44号瑞穂富岡線「岩蔵街道交差点」（岩蔵街道）
- 東京都道166号瑞穂あきる野八王子線「狭山平交差点」